# One Vanderbilt
One Vanderbilt je 427 m vysoký mrakodrap v New Yorku, v USA. Obsahuje 93 pater a to nejvyšší leží ve výšce 310,9 m. Výstavba budovy probíhala v letech 2017 až 2020. 